# Getting Things Done
Getting Things Done(GTD)은 데이비드 알렌이 저술한 같은 이름의 책 제목에서 유래한 시간 관리 개념이다. 개인이 효율적으로 시간을 관리하여 자신이 하고자 하는 일을 깔끔하게 해결하는 방법을 정리했다. 2001년에 처음 출판된 이후, IT 개발자들에게 열렬한 환영을 받으며 폭발적인 인기를 끌었다.
공병호가 번역한 《끝도 없는 일 깔끔하게 해치우기》라는 한국어판도 있다. 한국어판 번역본은 2011년 현재 개정판이 출간되었다.

## 같이 보기
- 뽀모도로 기법